# پال کانتنر
پال کانتنر (انگلیسی: Paul Kantner; ۱۷ مارس ۱۹۴۱ – ۲۸ ژانویهٔ ۲۰۱۶) موسیقی‌دان، خواننده و گیتارنواز اهل ایالات متحده آمریکا بود. او بین سال‌های ۱۹۶۴ تا ۲۰۱۶ میلادی فعالیت می‌کرد و از پایه‌گذاران گروه سایکدلیک راک جفرسن ایرپلین و گروه تجاری‌تر جفرسون استارشیپ در دوران اوج پادفرهنگ دهه ۱۹۶۰ بود.کانتنر درسال ۲۰۱۶ براثر شوک عفونی درگذشت.